# Café Picouly
 (janvier 2022).
Si vous disposez d'ouvrages ou d'articles de référence ou si vous connaissez des sites web de qualité traitant du thème abordé ici, merci de compléter l'article en donnant les références utiles à sa vérifiabilité et en les liant à la section « Notes et références ».
Café Picouly est un magazine télévisé, conçu par l'écrivain debordien Stéphane Zagdanski, diffusé chaque vendredi soir sur la chaîne de service public française France 5 à partir du 13 mai 2005 et est arrêté le 27 mai 2011. Présenté par Daniel Picouly, cette émission est consacrée à l'actualité culturelle. Elle accueille des invités qui viennent présenter leur œuvres. Ces invités sont issus aussi bien du monde de la musique que du spectacle ou de la littérature et profitent de l'émission pour partager leurs coups de cœur culturels.
Le tournage du magazine se déroule au Café Charbon, au 109 de la rue Oberkampf, dans le 11e arrondissement de Paris.